# LGV Hanovre - Wurtzbourg
La LGV Hanovre - Wurtzbourg est, avec la LGV Mannheim - Stuttgart, la première ligne à grande vitesse à avoir été construite en Allemagne. 
Bien qu'elle commence précisément dans le village de Rethen, au Sud de Hanovre, et s'achève à plusieurs kilomètres au nord de la gare centrale de Würzburg, elle relie de facto les villes de Hanovre et de Wurtzbourg, et propose des arrêts à Göttingen, Cassel et Fulda. 
La construction de la ligne a commencé en 1973, et elle a été complètement ouverte en 1991. Avec 327 kilomètres de longueur, elle est en 2010 la plus grande ligne nouvelle construite en Allemagne. 
Son prix est estimé à 40 millions de DM au kilomètre.

## Historique
La division de l'Allemagne en deux États à la ligne de clivage entre le bloc autour des États-Unis avec l'OTAN d'un côté et de l'autre autour de l'Union soviétique avec le Pacte de Varsovie, avait aussi bouleversé la circulation en créant de nouveaux courants primordiaux dans chacun des deux états. En RFA, c'était le long de son extension nord-sud. 
Le trafic ferroviaire franchissant la zone montagneuse entre la rivière du Main et la plaine de l'Allemagne du Nord se concentrait sur deux axes, un dans l'étroite vallée du Rhin entre Bonn et Mayence sur la rive gauche, et de Königswinter à Rüdesheim sur la rive droite, l'autre de Hanovre par Göttingen et Bebra à Fulda et de là à Francfort ou Wurtzbourg respectivement. La dernière passait très près de la frontière inter-allemande, avec la gare de Eichenberg à 250 mètres de la frontière, et quelques kilomètres dans la vallée de la Werra où la rive ouest avec les rails constituait pour un kilomètre une bande étroite d'à peu près 20 mètres entre la rivière-frontière et le versant d'une montagne montant 150 mètres sur 150 mètres.[pas clair]
Ces lignes devenant de plus en plus saturées, la création de nouvelles capacités avec aussi des vitesses plus élevées devenait une nécessité pressante. La compagnie ferroviaire allemande, la Deutsche Bundesbahn, a commencé la construction de la ligne en 1973. Malgré un grand nombre de plaintes de riverains et de poursuites judiciaires, la ligne fut ouverte dans sa totalité en 1991 avec les premiers trains ICE, presque deux décennies après le début de sa construction, et presque deux ans après la chute du Mur de Berlin. La carte de la ligne en dessus montre la ligne comme étant au milieu de l'Allemagne, mais dans sa période de conception et construction elle a été très proche de la frontière est de la RFA. 
Une première partie d'environ 94 km, entre Wurtzbourg et Fulda a été ouverte et mise en service en mai 1988, raccourcissant le temps de parcours des IC (InterCity) entre Hanovre et Wurtzbourg de 24 minutes, roulant avec des vitesses jusqu'à 200 km/h. 
La ligne classique de IC passait par la gare de Bebra (15 000 habitants) qui était, avant la division de l'Allemagne, un important carrefour ferroviaire entre des lignes nord-sud et ouest-est (de la Ruhr aux zones industrielles de Thuringen, Saxonie, et Silésie), mais coupé de l'est par la division. Avec la construction de la ligne nouvelle, on ne s'est pas seulement éloigné de la frontière inter-allemande, mais a aussi réalisé le désenclavement de la ville de Cassel (centre d'une agglomération de 450 000 habitants) qui n'était pas desservie par une ligne IC cadencée à un train par heure. Pour la ligne nouvelle, une nouvelle gare a été construite à Cassel-Wilhelmshöhe, évitant ainsi d'avoir à opérer un détour et un retournement des rames ou des convois dans l'ancienne gare centrale en cul-de-sac de la ville.

## Profil
Cette ligne étant conçue aussi bien pour les trains passagers à grande vitesse que pour les trains de fret, sa pente maximum est donc d'environ 12,5 pour mille. Cette valeur, combinée à la typologie du terrain, une zone montagneuse de 300 km, explique le nombre important d'ouvrages d'art jalonnant la ligne, 62 tunnels et 267 ponts, dont 43 franchissant des vallées.

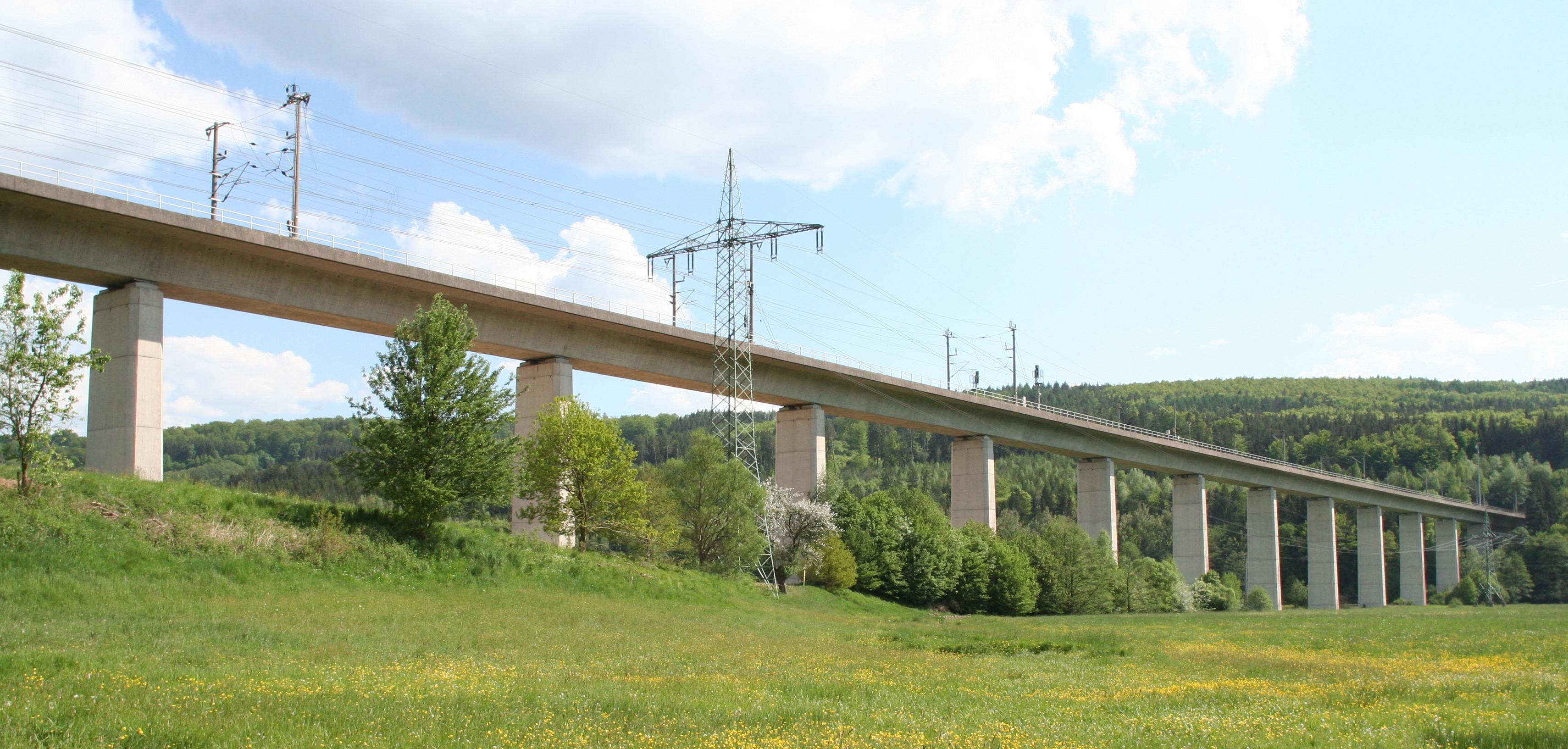
Le Pont de Sinntal près de Fulda.

Sur les 327 kilomètres de la ligne, 120 sont en tunnel, les deux majeurs étant le Landrückentunnel, de 10,779 km, au sud de Fulda, et le Mündener Tunnel, de 10,525 km, au sud d'Hannoversch Münden. Le pont le plus haut du parcours est le Rombachtalbrücke près de Schiltz qui culmine à 95 mètres.  
Le portail nord du Landrückentunnel est avec 386 mètres sur Normalnull le point le plus élevé de la ligne. Ce tunnel franchit la ligne de partage des eaux entre les rivières Main et Fulda, et avec ces rivières, le Rhin et la Weser. Entre la vallée du Main chez Gmünden et ce point culminant, la ligne franchit une différence de 200 mètres d'altitude sur 40 km de ligne ferrée. La ville de Fulda, à l'extrémité  nord de la première phase, est à 261 mètres d'altitude. À Cassel, on est descendu à 166 m, à Göttingen à 150 m, et à Hanovre on est finalement arrivé dans la plaine, avec 50 m d'altitude. 
Venant du sud, le premier tunnel s'ouvre à un kilomètre de la gare centrale de Wurtzbourg, et on sort du dernier tunnel à 29 km de la gare centrale de Hanovre. 
La vitesse normale des trains voyageurs ICE sur cette ligne est de 250 km/h, les trains du soir pouvant atteindre 280 km/h. Les trains de fret dominent la ligne la nuit avec des vitesses jusqu'à 100 km/h ou 120 km/h.

## Record de vitesse
Le 1er mai 1988 l'InterCity Experimental a établi un nouveau record de vitesse pour le chemin de fer avec 406,9 km/h entre Fulda et Würzburg.